# Setzin
Setzin is een voormalige gemeente in de Duitse deelstaat Mecklenburg-Voor-Pommeren, en maakt deel uit van het Landkreis Ludwigslust-Parchim.